# Elektron
En elektron, historiskt även känd som megatron eller negatron, är en elementarpartikel med en negativ laddning (elementarladdning). En atomkärna omgiven av elektroner bildar en atom. Elektroner är lätta partiklar; en proton är cirka 1 836 gånger tyngre än elektronen.
Elektronens elektriska laddning är det negativa värdet av elementarladdningen (−1,602 × 10−19 C ) och dess massa är 9,109 × 10−31 kg (0,511 MeV/c2). Elektronen tillhör partikelfamiljen leptoner och har spinn 1/2, och är alltså en fermion, det vill säga att den beskrivs i statistisk mekanik med Fermi-Dirac-statistik. Elektronens magnetiska dipolmoment är ungefär en promille större än Bohrmagnetonen.
Elektronen betecknas ofta med symbolen e−. Elektronens antipartikel heter positron och har samma egenskaper som elektronen men motsatt laddning.

## Historia
Benämningen elektron användes första gången 1871 i ett arbete av Wilhelm Eduard Weber om elektricitet i metaller, med betydelsen "elektrisk smådel". Ordet elektron kommer från grekiskan och betyder bärnsten - som laddas när det gnids med vissa material. Begreppet fick dock ingen vidare användning, även om Hermann von Helmholtz 1881 införde en enhetsladdning för mängden elektricitet som en monovalent atom har enligt Faradays lag (Michael Faraday). 1897 upptäckte J J Thomson att elektronen var en subatomär partikel när han studerade katodstrålar. Om man antog att strålarnas partiklar hade samma laddning som monovalenta joner, visade avlänkningen i ett magnetfält att dess massa var ungefär 2 000 gånger mindre än väteatomens. Vid samma tid visade Pieter Zeeman och Hendrik Lorentz att partiklar med samma e/m-förhållande kunde förklara Zeemaneffekt i atomspektrum.
I början trodde flera forskare – bland dem Thomson – att elektronens massa endast var en effekt av dess elektrostatiska energi. Genom att likställa coulombenergi och massa får man den klassiska elektronradien, som är lika med spridningslängden för Thomsonspridning, ungefär 10−15 m. Enligt kvantelektrodynamiken är dock elektronen en punktpartikel.
År 2008 lyckades forskare för första gången filma en elektron.

## Atomer och molekyler
Elektroner i en atom kretsar kring atomkärnan. Elektronerna har vissa bestämda energivärden, ju mer energi en elektron har desto längre bort från kärnan med de positivt laddade protonerna befinner den sig. De elektroner som har samma energivärde befinner sig på samma energinivå, så kallade skal, i atomen.
Om en elektron tillförs extra energi hoppar den ett skal utåt, atomen är då exciterad. Det finns en maxgräns för hur mycket energi en elektron kan tillföras och ändå vara en del av en atom. Tillförs en elektron mer energi än maxgränsen så frigör den sig från atomen, varvid atomen blir en positivt laddad jon.

## Elektricitet
När flertalet elektroner, i t.ex. en elektrisk ledare, förflyttar sig i en och samma riktning på grund av ett elektriskt fält, uppstår elektricitet,  som ofta benämns som elektrisk ström. Strömmen kan mätas med en galvanometer (amperemeter) om möjligheten finns men kan i annat fall beräknas med hjälp av spänningsvärde (volt), resistansvärde (ohm) eller effektvärdet (watt) om minst två av dessa tre värden finns tillgängliga.
Statisk elektricitet är hög spänning men liten ström och beror på att ett objekt har ett överskott på laddningar. Om det är ett överskottet  på elektroner, säger man att objektet är negativt laddat; annars är det positivt laddat. Ett underskott av laddningar kan behandlas som ett överskott av motsatt laddning. Laddningsmängd mäts med elektrometer.
När det finns lika många negativa som positiva laddningar (protoner), sägs objektet vara elektriskt neutralt.

## Kemi
Kemi handlar i allt väsentligt om att studera hur elektroner i en atoms elektronskal utbyts med andra atomer. Man säger att ett visst atomslag har ett antal valenselektroner som kan lånas / delas / lånas ut, och denna process kallas kemisk reaktion, varvid nya molekyler och därmed ämnen byggs upp. Elektroner finns i atomer, där de befinner sig i atomskalen. Maximala antalet möjliga elektroner i skalen följer formeln 2n2. Detta betyder dock inte att skalen alltid kommer att vara fyllda till sitt max då atomerna strävar efter att ha ädelgasstruktur.
Skalen har namn efter bokstäver med start från K, det vill säga skal 1 heter K, skal 2 heter L och så vidare till Q som är det högsta skalet. Skalen namngavs av Charles Glover Barkla som valde att börja indexeringen med K, för att ge bokstavsutrymme om det skulle komma att upptäckas nya skal med lägre värden. Det har dock visat sig att Charles Glover Barkla hade funnit den lägsta nivån när han namngav skalen.
Eftersom det är energimässigt gynnsamt att ha alla skal fyllda gör detta vissa föreningar mycket stabila. Till exempel är ädelgaserna, som har alla skal fyllda, väldigt obenägna till att ingå i kemiska föreningar, medan till exempel kol, syre och väte är betydligt mer benägna till detta.

## Subatomär fysik
Elektroner deltar också i den subatomära fysikens reaktioner. Välkänt är betasönderfallet där i vissa fall en neutron i en atomkärna sönderfaller i en proton, en elektron och en antielektronneutrino. Fria neutroner råkar förr eller senare ut för samma öde (T½ = 12 min).